# Tucano (costellazione)
Il Tucano (in latino Tucana, abbreviato in Tuc) è una delle 88 costellazioni moderne. Si tratta di una costellazione meridionale introdotta da Johann Bayer nel 1603, nel suo lavoro Uranometria; al suo estremo meridionale si trova la Piccola Nube di Magellano, una piccola galassia irregolare, satellite della Via Lattea.

## Caratteristiche

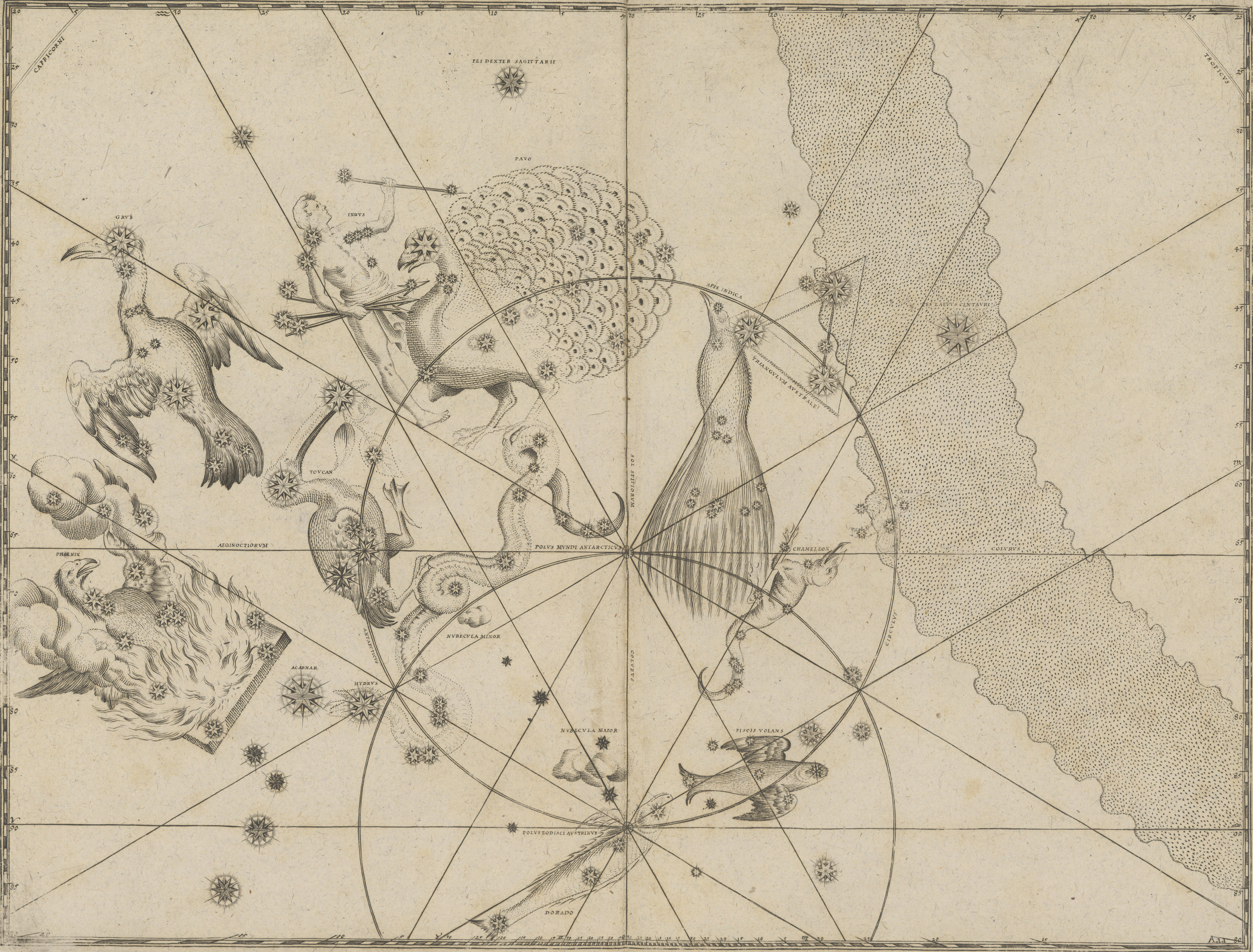
L'Uranometria di Bayer; il Tucano è rappresentato a sinistra.

Il Tucano è una piccola costellazione del profondo cielo australe; si individua però con facilità grazie alla presenza di una stella, la α Tucanae, che nonostante non possegga alcun nome proprio è una gigante arancione di magnitudine 2,9, dunque facile da individuare anche dai cieli di una città di medie dimensioni. Le altre componenti stellari sono però quasi tutte di quarta e quinta magnitudine, dunque difficili da osservare a meno che non si disponga di un buon cielo buio. Le sue modeste dimensioni sono compensate tuttavia dalla presenza, sul lato sudorientale della costellazione, di due degli oggetti non stellari più brillanti del cielo; qui infatti si può osservare la Piccola Nube di Magellano, una galassia satellite della Via Lattea che risulta essere la seconda galassia più brillante del cielo dopo la Grande Nube, nonché un brillante ammasso globulare noto come 47 Tucanae, il secondo più luminoso del cielo.
La declinazione fortemente australe di questa costellazione fa sì che essa non sia osservabile per intero da quasi tutto l'emisfero boreale, ad eccezione delle regioni tropicali più basse; di contro, dall'emisfero australe è quasi ovunque circumpolare e la sua visibilità è notevolmente facilitata. Il periodo più propizio per la sua osservazione nel cielo serale ricade nei mesi compresi fra settembre e gennaio; dall'emisfero sud è dunque, assieme alla Gru, una tipica figura delle notti primaverili.

### Stelle principali
- La sua stella più luminosa è α Tucanae, una gigante arancione di magnitudine 2,9, posta nella parte nord-occidentale della costellazione; la sua distanza è di 199 anni luce.
- γ Tucanae è una gigante gialla di magnitudine 3,99, distante 71 anni luce.
- ζ Tucanae è una nana gialla di magnitudine 4,23, distante solo 28 anni luce; si tratta di una delle stelle visibili ad occhio nudo più vicine al Sole.

Una particolare stella doppia è il sistema di β Tucanae, risolvibile facilmente con piccoli strumenti; si trova nella parte meridionale della costellazione.

### Stelle doppie
Alcune delle stelle doppie visibili nella costellazione sono di facile osservazione anche con piccoli strumenti.
- La più nota è il sistema a quattro stelle di β Tucanae; con un piccolo binocolo si osservano due stelle di simile magnitudine, con grande separazione. Un potente binocolo o un piccolo telescopio consente di notare che la più settentrionale delle due è in realtà formata da due stelle di luminosità quasi pari separate da 27". Una delle due componenti è poi ulteriormente suddivisibile in due astri, ma separarli occorrono strumenti più grandi.
- κ Tucanae è una stella di quarta magnitudine composta anch'essa da quattro astri; la primaria presenta ad alcuni primi d'arco di separazione una compagna di settima magnitudine, ben osservabile con un binocolo. Un telescopio amatoriale di 120mm è in grado di risolvere la componente primaria in due astri di quinta e settima grandezza separati da 5".

| Principali stelle doppie |                                          |                                          |             |             |                                 |        |
| Nome                     | Coordinate equatoriali all'epoca J2000.0 | Coordinate equatoriali all'epoca J2000.0 | Magnitudine | Magnitudine | Separazione (in secondi d'arco) | Colore |
| Nome                     | AR                                       | Dec                                      | A           | B           | Separazione (in secondi d'arco) | Colore |
| δ Tucanae                | 22h 27m 20s                              | -64° 57′ 59″                             | 4,50        | 9,0         | 6,9                             | b + b  |
| β1-β2 Tucanae            | 00h 31m 33s                              | -62° 57′ :                               | 4,36        | 4,53        | 27,0                            | b + g  |
| λ1 Tucanae               | 00h 52m 25s                              | -69° 30′ 13″                             | 6,67        | 7,4         | 20,6                            | g + g  |
| κ Tucanae AB-CD          | 01h 15m 46s                              | -68° 52′ 34″                             | 4,86        | 7,23        | 320                             | g + g  |
| κ Tucanae AB             | 01h 15m 46s                              | -68° 52′ 34″                             | 5,0         | 7,2         | 5,4                             | g + g  |

### Stelle variabili
Le stelle variabili del Tucano sono in genere deboli, con l'eccezione di alcune, la cui variazione può essere apprezzata anche con piccoli strumenti.
Le variabili irregolari sono le più semplici; la più brillante è la ν Tucanae, che è ben visibile anche ad occhio nudo e che oscilla di alcuni decimi di magnitudine attorno alla quarta grandezza.
Fra le Mireidi la più luminosa è la T Tucanae, che al massimo della visibilità è visibile solo con un binocolo, mentre in fase di minimo occorrono dei telescopi potenti per la sua individuazione.
CF Tucanae è conosciuta perché si sovrappone alla linea di vista della Piccola Nube, pur non facendone parte; si tratta di una variabile a eclisse che oscilla di alcuni decimi di magnitudine attorno alla settima grandezza.
| Principali stelle variabili |                                          |                                          |             |             |                  |            |
| Nome                        | Coordinate equatoriali all'epoca J2000.0 | Coordinate equatoriali all'epoca J2000.0 | Magnitudine | Magnitudine | Periodo (giorni) | Tipo       |
| Nome                        | AR                                       | Dec                                      | Max.        | Min.        | Periodo (giorni) | Tipo       |
| T Tucanae                   | 22h 40m 33s                              | −61° 33′ 14″                             | 7,50        | 13,8        | 250,3            | Mireide    |
| BQ Tucanae                  | 00h 53m 38s                              | −62° 52′ 17″                             | 5,70        | 5,90        | -                | Irregolare |
| BS Tucanae                  | 01h 08m 04s                              | −61° 52′ 18″                             | 7,43        | 7,57        | 0,065            | Pulsante   |
| CF Tucanae                  | 00h 53m 08s                              | −74° 39′ 06″                             | 7,44        | 7,80        | -                | Eclisse    |
| ν Tucanae                   | 22h 33m 00s                              | −61° 58′ 56″                             | 4,75        | 4,93        | -                | Irregolare |

## Oggetti del profondo cielo

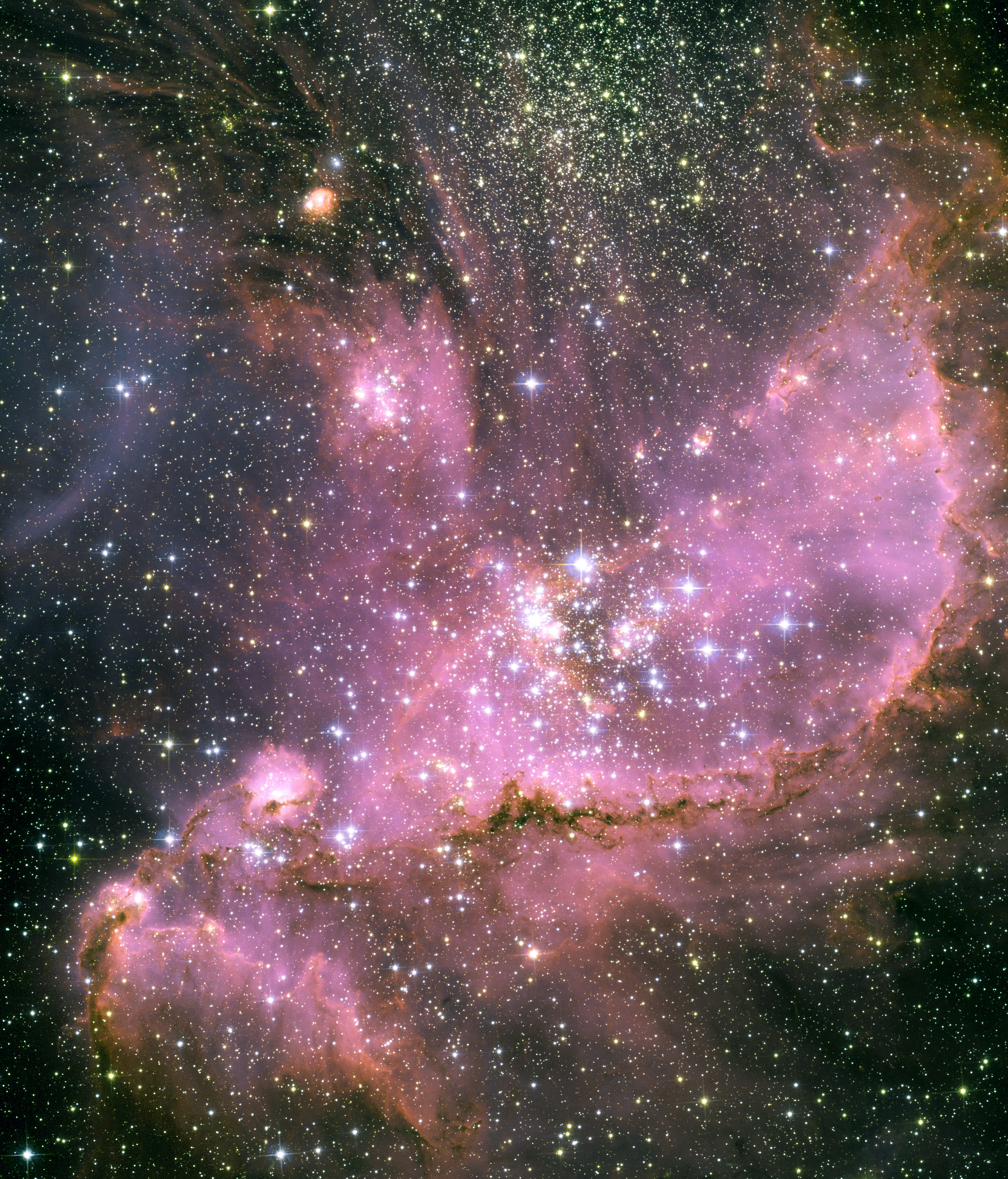
NGC 346, una grande nebulosa diffusa nella parte settentrionale della galassia.

La costellazione del Tucano contiene alcuni oggetti del profondo cielo particolarmente brillanti e conosciuti.
In particolare spicca la Piccola Nube di Magellano, una galassia satellite della Via Lattea ben visibile anche ad occhio nudo come una macchia chiara di forma approssimativamente triangolare, più brillante sul lato sudovest; si tratta di una galassia di forma irregolare paragonabile a un cilindro, ed è connessa alla compagna maggiore, la Grande Nube di Magellano, da un lungo ponte di stelle e materiale interstellare noto come Corrente Magellanica. All'interno della nube si osservano con un potente telescopio molti ricchi campi stellari, ammassi di stelle e nebulose estese, specialmente sul lato settentrionale. La sua distanza è stimata sui quasi 200.000 anni luce da noi.
A breve distanza angolare dalla nube si osserva l'ammasso globulare 47 Tucanae, il secondo globulare più brillante del cielo, che fu a lungo scambiato per una stella, come si può capire dal suo nome, sebbene le stelle della costellazione non presentino i numeri tipici della nomenclatura di Flamsteed poiché si trova ben al di sotto dell'orizzonte europeo; 47 Tucanae è secondo in luminosità solo a Omega Centauri. Nonostante l'apparente vicinanza alla Piccola Nube, si tratta di un oggetto facente parte della nostra Galassia. Ancor più vicino alla Nube, ma sempre legato alla Via Lattea, si trova un altro ammasso globulare, catalogato come NGC 362.
Fra le galassie esterne, in genere molto deboli, l'unica alla portata di piccoli strumenti è la NGC 7329, posta ad ovest; NGC 7205 si trova invece in comune con l'adiacente costellazione dell'Indiano.
| Principali oggetti non stellari |                                          |                                          |                   |             |                                        |                           |
| Nome                            | Coordinate equatoriali all'epoca J2000.0 | Coordinate equatoriali all'epoca J2000.0 | Tipo              | Magnitudine | Dimensioni apparenti (in primi d'arco) | Nome proprio              |
| Nome                            | AR                                       | Dec                                      | Tipo              | Magnitudine | Dimensioni apparenti (in primi d'arco) | Nome proprio              |
| NGC 7205                        | 22h 08m 33s                              | -57° 27′ :                               | Galassia          | 11,0        | 4,3                                    |                           |
| NGC 7329                        | 22h 40m 24s                              | -66° 29′ :                               | Galassia          | 12,0        | 4,2                                    |                           |
| NGC 104                         | 00h 24m 06s                              | -72° 05′ :                               | Ammasso globulare | 4,9         | 60                                     | 47 Tucanae                |
| NGC 292                         | 00h 52m :                                | -72° :                                   | Galassia          | 2,7         | 650 x 550                              | Piccola Nube di Magellano |
| NGC 362                         | 01h 03m 12s                              | -70° 51′ :                               | Ammasso globulare | 6,8         | 14                                     |                           |

## Sistemi planetari
Nel Tucano sono stati scoperti alcuni sistemi planetari; in tutti i casi si tratta di stelle simili al Sole, o con una massa leggermente superiore, mentre i pianeti noti sono tutti di tipo gioviano, dunque di grande massa.
| Sistemi planetari |                                          |                                          |             |                |                              |
| Nome del sistema  | Coordinate equatoriali all'epoca J2000.0 | Coordinate equatoriali all'epoca J2000.0 | Magnitudine | Tipo di stella | Numero di pianeti confermati |
| Nome del sistema  | AR                                       | Dec                                      | Magnitudine | Tipo di stella | Numero di pianeti confermati |
| HD 215947         | 22h 46m 37s                              | -56° 35′ 58″                             | 8,97        | Nana arancione | 2 (b - c)                    |
| HD 221287         | 23h 31m 20s                              | -58° 12′ 35″                             | 7,82        | Nana gialla    | 1 (b)                        |
| Gliese 3021       | 00h 16m 13s                              | -79° 51′ 04″                             | 6,59        | Nana gialla    | 1 (b)                        |
| HD 4308           | 00h 44m 39s                              | -65° 38′ 58″                             | 6,54        | Nana gialla    | 1 (b)                        |